# Nationale 1952-1953
La Nationale 1952-1953 è stata la 31ª edizione del massimo campionato francese di pallacanestro maschile. La vittoria finale è stata ad appannaggio del R.C. de France.

## Risultati

### Fase a gironi

#### Gruppo A
|     | Squadra          | G  | V  | N | P  | PF   | PS   | P.ti | Qualificazione           |
| --- | ---------------- | -- | -- | - | -- | ---- | ---- | ---- | ------------------------ |
| 1.  | R.C. de France   | 18 | 15 | 0 | 3  | 1195 | 991  | 48   | finale                   |
| 2.  | ASVEL            | 17 | 13 | 1 | 3  | 1066 | 842  | 44   |                          |
| 3.  | Mulhouse         | 18 | 13 | 0 | 5  | 1077 | 920  | 44   |                          |
| 4.  | P.U.C.           | 18 | 12 | 0 | 6  | 1149 | 914  | 42   |                          |
| 5.  | Marly            | 18 | 10 | 0 | 8  | 1044 | 1058 | 38   |                          |
| 6.  | EV Bellegarde    | 18 | 9  | 1 | 8  | 1136 | 1027 | 37   |                          |
| 7.  | ASPO Tours       | 18 | 8  | 0 | 10 | 970  | 1082 | 34   | retrocesse in Excellence |
| 8.  | JS Caraman       | 17 | 4  | 0 | 13 | 788  | 986  | 25   | retrocesse in Excellence |
| 9.  | Clermont-Ferrand | 18 | 3  | 0 | 15 | 895  | 1183 | 24   | retrocesse in Excellence |
| 10. | CSE Tolosa       | 18 | 1  | 0 | 17 | 927  | 1244 | 20   | retrocesse in Excellence |

#### Gruppo B
|     | Squadra      | G  | V  | N | P  | PF   | PS   | P.ti | Qualificazione           |
| --- | ------------ | -- | -- | - | -- | ---- | ---- | ---- | ------------------------ |
| 1.  | AGL Fougères | 18 | 14 | 1 | 3  | 1130 | 961  | 47   | finale                   |
| 2.  | Auboué       | 18 | 12 | 1 | 5  | 1089 | 889  | 43   |                          |
| 3.  | O. Marsiglia | 18 | 11 | 2 | 5  | 1035 | 906  | 42   |                          |
| 4.  | Montferrand  | 18 | 11 | 2 | 5  | 1083 | 966  | 42   |                          |
| 5.  | Le Havre     | 18 | 9  | 1 | 8  | 957  | 925  | 37   |                          |
| 6.  | Championnet  | 18 | 7  | 3 | 8  | 1012 | 1033 | 35   |                          |
| 7.  | Rupella      | 18 | 6  | 2 | 10 | 798  | 894  | 32   | retrocesse in Excellence |
| 8.  | Lorient      | 18 | 6  | 1 | 11 | 931  | 1022 | 31   | retrocesse in Excellence |
| 9.  | FC Lione     | 18 | 4  | 0 | 14 | 965  | 1133 | 26   | retrocesse in Excellence |
| 10. | AS Cabourg   | 18 | 3  | 1 | 14 | 854  | 1125 | 25   | retrocesse in Excellence |

### Fase finale
| Squadra 1      | Risultato | Squadra 2 |
| -------------- | --------- | --------- |
| R.C. de France | 57-42     | Fougères  |

| Nationale 1952-1953      |
| ------------------------ |
| R.C. de France 2º titolo |

## Formazione vincitrice
| N° | Naz.               | Ruolo | Sportivo           |  | Alt. |  |
| -- | ------------------ | ----- | ------------------ |  | ---- |  |
|    | Francia (bandiera) | G     | Robert Monclar     |  | 196  |  |
|    | Francia (bandiera) | A     | Jean Perniceni     |  | 183  |  |
|    | Francia (bandiera) | A     | Jacques Freimuller |  | 182  |  |